# Jeanette Holmgren
Jeanette Holmgren, född 25 maj 1960 i Älvsbyn i Norrbottens län, är en svensk skådespelare och sångare.

## Biografi
Holmgren studerade vid Calle Flygare Teaterskola. Hon debuterade 1989 i TV-serien Det var då...

## Filmografi
- 1989 – Det var då... (TV-serie)
- 1992 – Rederiet (TV-serie) (gästroll)
- 1992 – Hammar
- 1993 – Rosenbaum (TV-serie)
- 1995 – Du bestämmer (TV-serie)
- 1995 – Snoken (TV-serie)
- 1997 – Vita lögner (TV-serie)
- 1998 – Beck – Öga för öga
- 2001 – Kommissarie Winter (TV-serie)
- 2003 – Paragraf 9 (TV-serie)
- 2006 – Älskar alla sin barn
- 2009 – Lyckliga familjen
- 2011 – Irene Huss – Den som vakar i mörkret
- 2016 – Vårdgården (TV-serie) (gästroll)
- 2016–2017 – Syrror (TV-serie)
- 2019 – Störst av allt (TV-serie)
- 2019 – Andra Åket (TV-serie)
- 2020 – Björnstad (TV-serie)
- 2021 – Jägarna (TV-serie)

## Teater

### Roller
| År   | Roll | Produktion                                              | Regi            | Teater      |
| ---- | ---- | ------------------------------------------------------- | --------------- | ----------- |
| 1986 |      | Spökhotellet (L'Hôtel du libre-échange) Georges Feydeau | Pierre Fränckel | Riksteatern |